# 京都国際マンガミュージアム

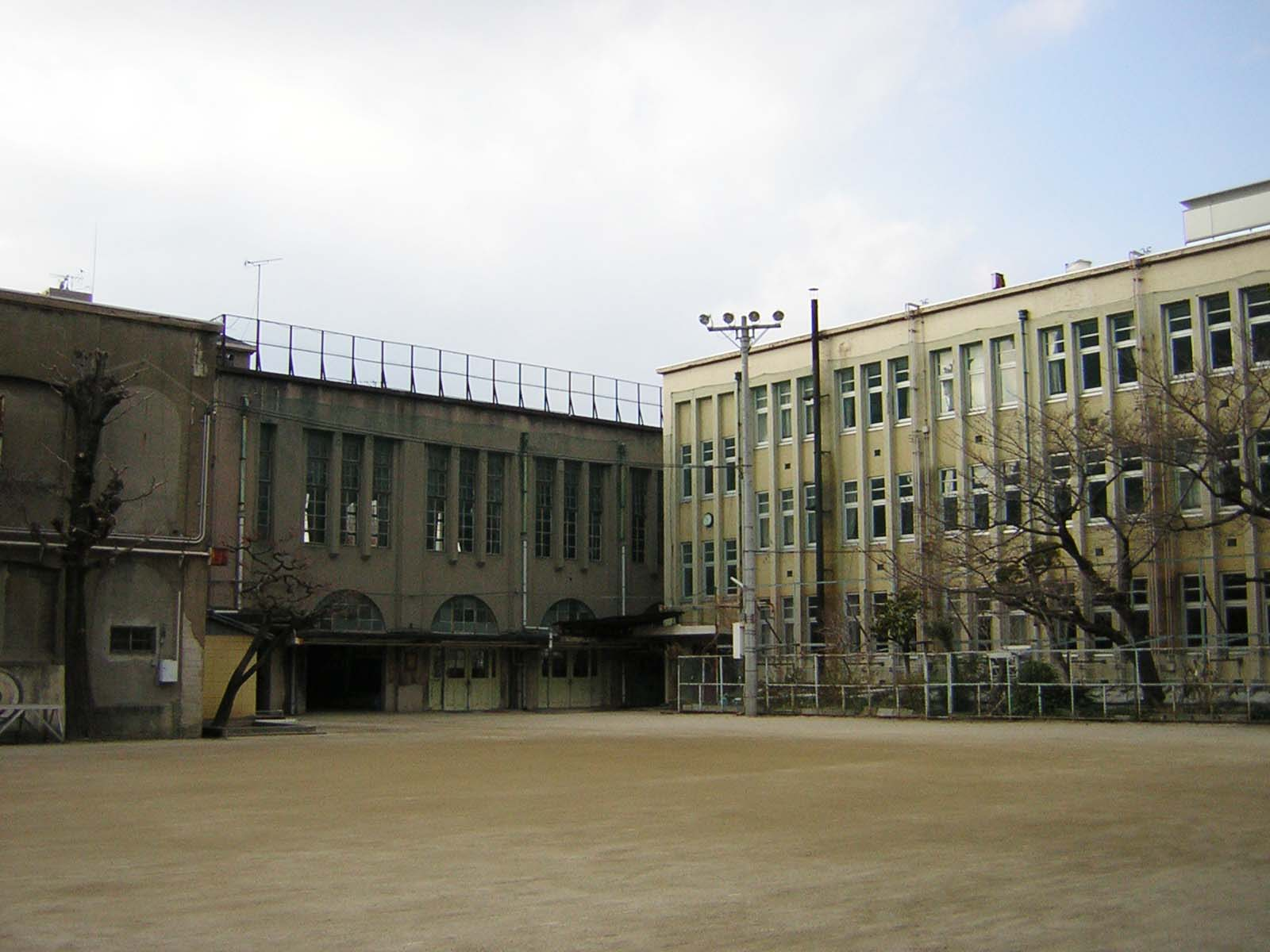
龍池小学校改修前

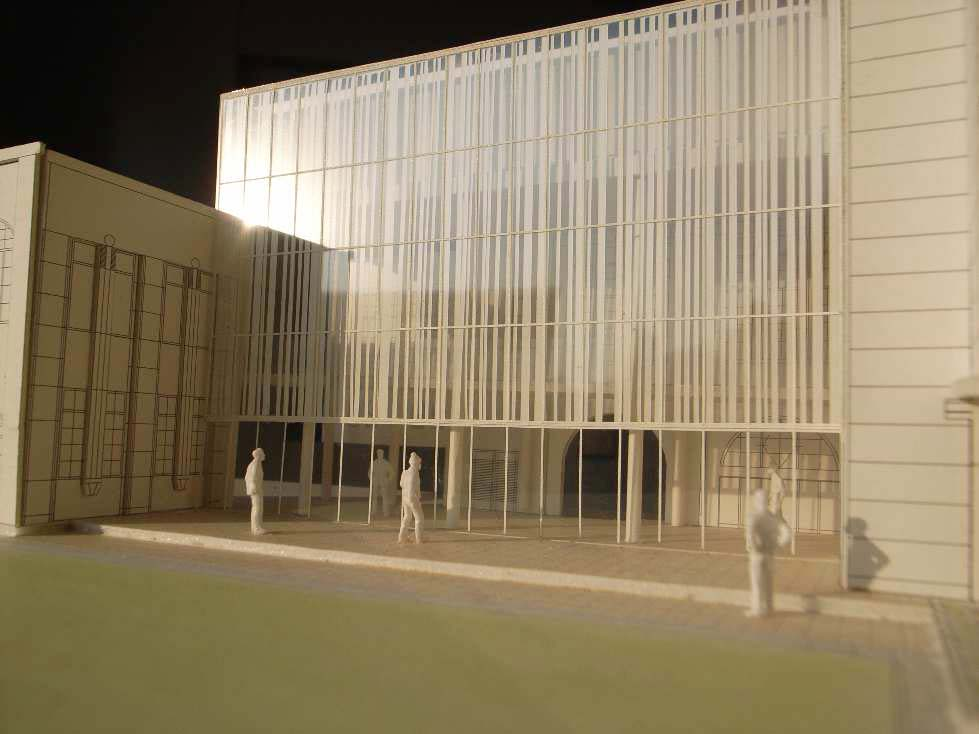
外観模型

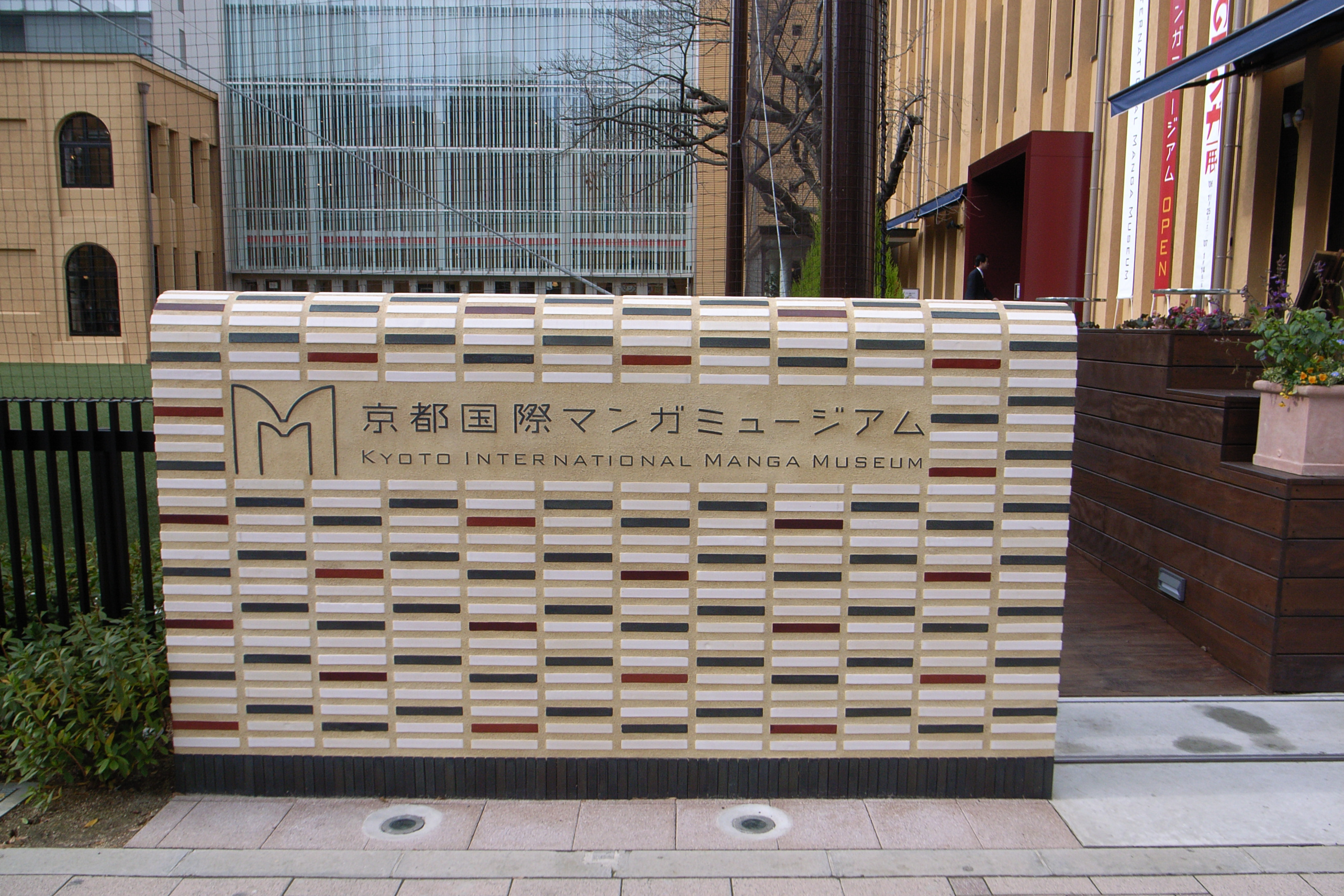
施設入口

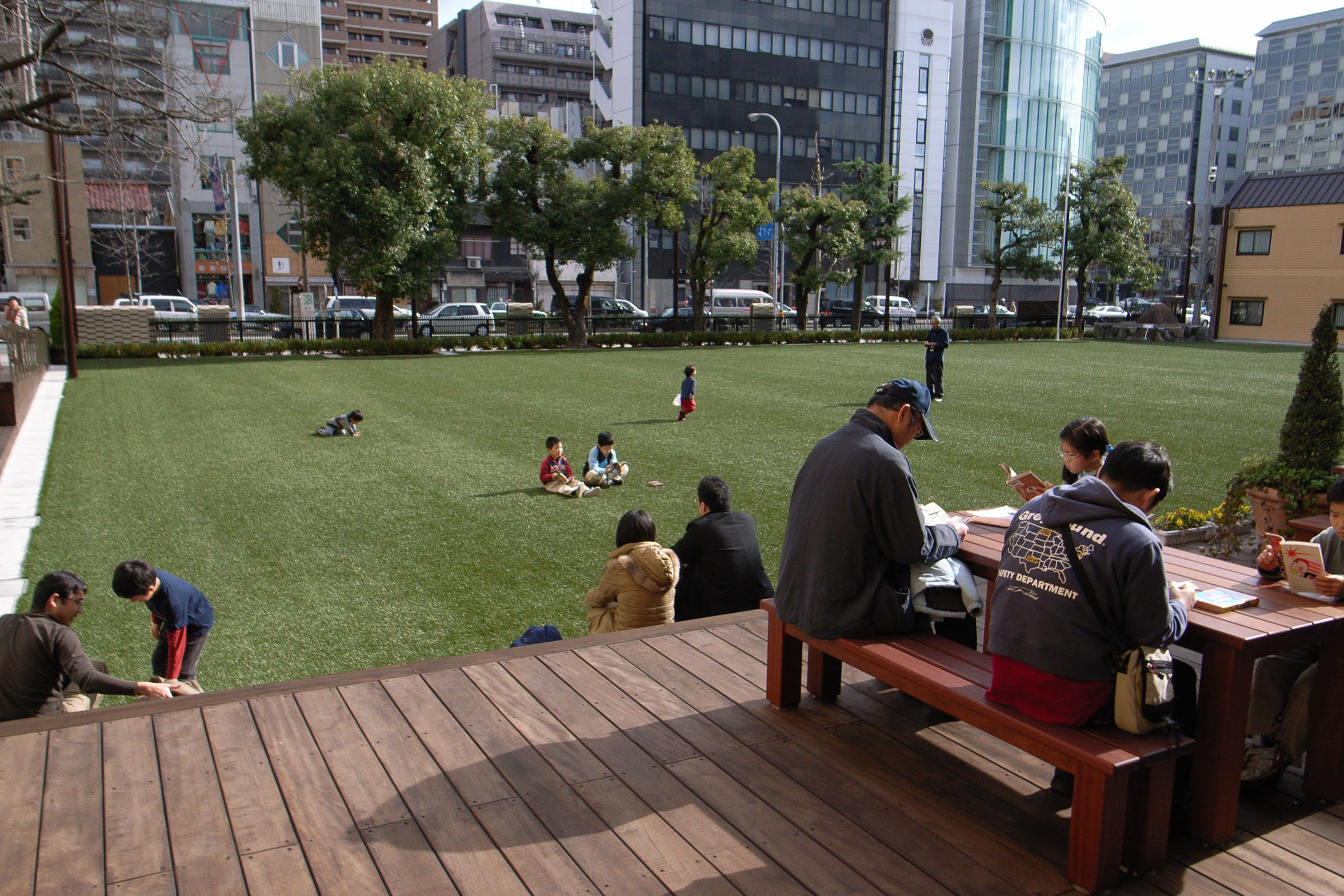
屋外でマンガを読むことが可能

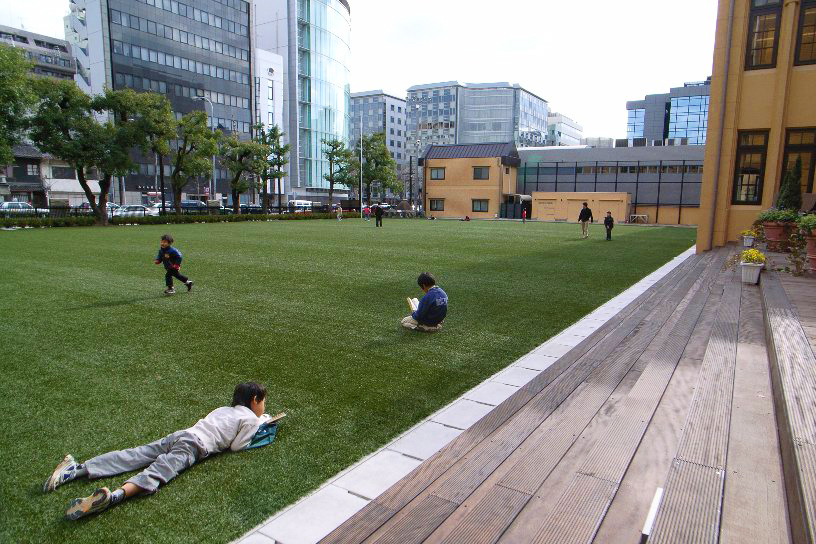
自由なスタイルでマンガが読める

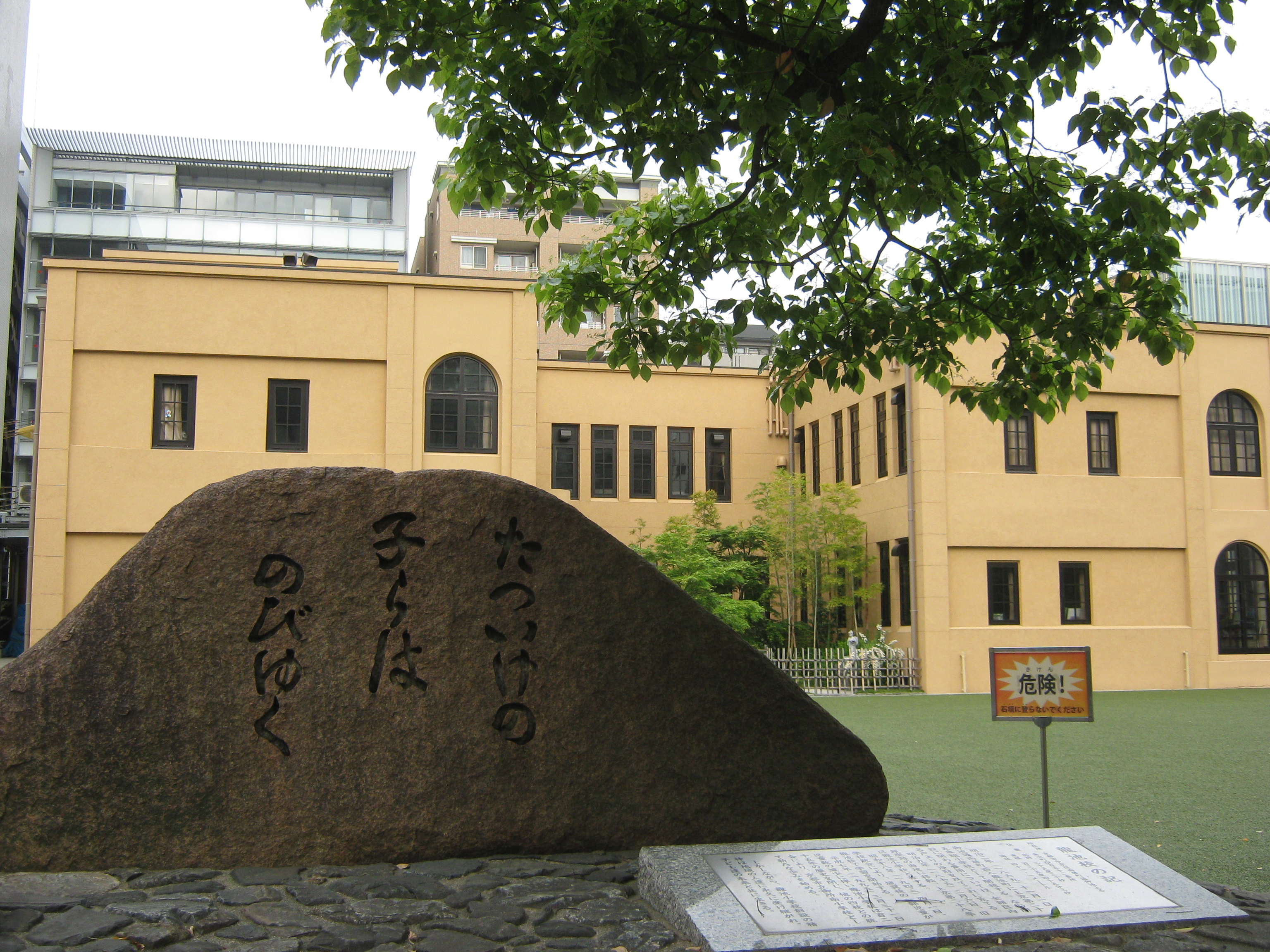
敷地内にある龍池小学校跡の碑、京都市中京区

京都国際マンガミュージアム（きょうとこくさいマンガミュージアム、Kyoto International Manga Museum）とは京都市中京区の旧・龍池小学校跡地にある日本最大の漫画博物館である。
国内外の漫画に関する貴重な資料を集める日本初の総合的な漫画ミュージアムとして2006年11月25日に開館した。明治時代の雑誌や戦後の貸本などの貴重な歴史資料、現代の人気作品、世界各国の名作など約30万点（2011年現在）を所蔵している。

## 概要
マンガ学部を持つ京都精華大学と土地・建物を提供した京都市によって共同事業として整備が進められたもので、現在は市と大学で組織される運営委員会の下、大学が管理・運営している。
近世思想史や美術史などを専攻する研究員4人が所属し、まんが文化の研究にあたっている。
施設は廃校になった旧・龍池小学校の校舎を改築（一部増築）して利用している。旧・龍池小学校の本館・講堂・北校舎・正門および塀だった建物は2008年7月23日に国の登録有形文化財に登録された。
一般公開のギャラリーゾーン、研究ゾーン、資料収蔵ゾーン、地域利便施設によって構成されており常設展示、企画展示、龍池歴史記念室の他、ミュージアムショップ、喫茶が併設されている。ミュージアムの顔としては、総延長200メートルの書架に5万冊が並ぶ「マンガ本の壁」がある。また屋外の芝生にマンガを持ち出して読むことが可能。一度チケット購入すれば、その日の内なら何度でも再入場も可能である。
日本国内の資料以外に世界各国の日本マンガの現地版や日本以外の国のマンガが書庫に3万冊以上収蔵されるほか、開架に約5,600冊が設置されている。それらの収集にはオーストラリアのモナシュ大学日本研究センターやドイツのライプツィヒ大学が協力している。
2016年に開館10周年を迎え、記念式典には京都市少年合唱団の男子グループ『光』も参加した。
日本マンガ学会の事務局が入居する。また、施設と連携した原画アーカイブを構築する構想がある。
マンガミュージアムの開設のコンセプト：公民協働 (PPP=Public-Private Partnership)
マンガ・アニメーションを体系的に研究し生涯学習、観光誘致、人材育成や新産業創出等への活用を図るため資料の収集・展示・保存を市と大学の共同により行い、その成果を地域社会の文化活動に対しても還元・貢献できる形態は他地域の先進事例となることが注目されている。

## 歴史
- 1995年4月 - 京都市立龍池小学校が、周辺の4小学校と統合される。
- 2003年
  - 4月 - 京都精華大学から京都市に、マンガミュージアム構想について提案。
  - 12月 - 本構想について基本合意。
- 2006年11月 - 京都国際マンガミュージアムが開館（館長・養老孟司）。
- 2007年11月 - 開館から1周年。来館者は当初予想より5割増の22万7千人に達し、うち3万人は外国人[3]。
- 2008年7月 - 国の登録有形文化財に登録。
- 2012年8月11日 - ミュージアム内のカフェがリニューアルオープン
- 2016年4月 - 第20回手塚治虫文化賞・特別賞を受賞[4]。
- 2017年4月1日 - 荒俣宏が館長に就任し、養老孟司は名誉館長に就任[5]。

## 所蔵資料
- 横浜でイギリス人・C.ワーグマンが発行していた『ジャパン・パンチ』（1862 - 1887年）
- 日本人が刊行した最初の漫画雑誌とされる『絵新聞日本地』（1874年発行）
- 日本最初の子供向け漫画雑誌とされる『少年パック』（1907年創刊）

など

## 利用案内
- 開館時間
  - 10:30 - 17:30
  - 最終入館時間は17:00
  - 特別イベント開催時などに延長する場合あり
- 休館日
  - 毎週水曜日（休祝日の場合は翌日）
  - 年末年始およびメンテナンス期間
- 入館料
  - 大人 900円 / 中高生 400円 / 小学生 200円
  - 特別展については別途必要
  - 障害者の場合、療育手帳や障害者手帳を見せれば無料で入れる。

## アクセス
- 京都市営地下鉄烏丸線・東西線「烏丸御池駅」 2番出口すぐ。なお烏丸御池駅は烏丸通（南北方向）と御池通（東西方向）の交差点の下にあるが、2番出口は御池通側に出てくる（北西角の西側）。ミュージアムは烏丸通側（北西角の北側）にあるので、そのまま歩くとたどり着かない。地上に上がったら後ろを振り向いた所にある交差点を左折して烏丸通を北へ歩くこと。
- 京都市バス（15、51、65系統）・京都バス（61、62、63系統）「烏丸御池」停留所下車すぐ